# Olympische Sommerspiele 1964/Boxen
Bei den XVIII. Olympischen Sommerspielen 1964 in Tokio fanden zehn Wettkämpfe im Boxen statt. Austragungsort war die Kōrakuen-Halle im Bezirk Bunkyō.

## Bilanz

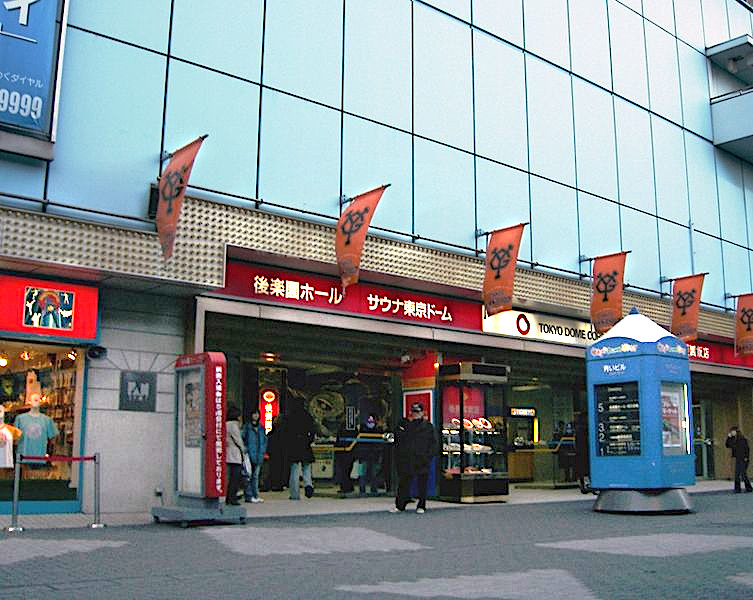
Kōrakuen-Halle

### Medaillenspiegel
| Platz | Land               | Gold | Silber | Bronze | Gesamt |
| ----- | ------------------ | ---- | ------ | ------ | ------ |
| 1     | Sowjetunion        | 3    | 4      | 2      | 9      |
| 2     | Polen              | 3    | 1      | 3      | 7      |
| 3     | Italien            | 2    | –      | 3      | 5      |
| 4     | Vereinigte Staaten | 1    | –      | 3      | 4      |
| 5     | Japan              | 1    | –      | –      | 1      |
| 6     | Deutschland        | –    | 2      | 1      | 3      |
| 7     | Frankreich         | –    | 1      | –      | 1      |
| 7     | Philippinen        | –    | 1      | –      | 1      |
| 7     | Südkorea           | –    | 1      | –      | 1      |
| 10    | Bulgarien          | –    | –      | 1      | 1      |
| 10    | Finnland           | –    | –      | 1      | 1      |
| 10    | Ghana              | –    | –      | 1      | 1      |
| 10    | Irland             | –    | –      | 1      | 1      |
| 10    | Mexiko             | –    | –      | 1      | 1      |
| 10    | Nigeria            | –    | –      | 1      | 1      |
| 10    | Tunesien           | –    | –      | 1      | 1      |
| 10    | Uruguay            | –    | –      | 1      | 1      |

### Medaillengewinner
| Konkurrenz        | Gold                  | Silber              | Bronze                                   |
| ----------------- | --------------------- | ------------------- | ---------------------------------------- |
| Fliegengewicht    | Fernando Atzori       | Artur Olech         | Robert Carmody Stanislaw Sorokin         |
| Bantamgewicht     | Takao Sakurai         | Chung Shin-cho      | Juan Fabila Mendoza Washington Rodríguez |
| Federgewicht      | Stanislaw Stepaschkin | Anthony Villanueva  | Charles Brown Heinz Schulz               |
| Leichtgewicht     | Józef Grudzień        | Wilikton Barannikow | Ronnie Harris James McCourt              |
| Halbweltergewicht | Jerzy Kulej           | Jewgeni Frolow      | Eddie Blay Habib Galhia                  |
| Weltergewicht     | Marian Kasprzyk       | Ričardas Tamulis    | Silvano Bertini Pertti Purhonen          |
| Halbmittelgewicht | Boris Lagutin         | Joseph Gonzales     | Józef Grzesiak Nojim Maiyegun            |
| Mittelgewicht     | Waleri Popentschenko  | Emil Schulz         | Francesco Valle Tadeusz Walasek          |
| Halbschwergewicht | Cosimo Pinto          | Alexei Kisseljow    | Alexandar Nikolow Zbigniew Pietrzykowski |
| Schwergewicht     | Joe Frazier           | Hans Huber          | Wadim Jemeljanow Giuseppe Ros            |

## Ergebnisse

### Fliegengewicht (bis 51 kg)
| Platz | Land | Sportler          |
| ----- | ---- | ----------------- |
| 1     | ITA  | Fernando Atzori   |
| 2     | POL  | Artur Olech       |
| 3     | USA  | Robert Carmody    |
| 3     | URS  | Stanislaw Sorokin |
| 5     | EUA  | Otto Babiasch     |
| 5     | ROM  | Constantin Ciucă  |
| 5     | KOR  | Cho Dong-kih      |
| 5     | IRL  | John McCafferty   |

Datum: 12. bis 23. Oktober 1964 

28 Teilnehmer aus 28 Ländern

### Bantamgewicht (bis 54 kg)

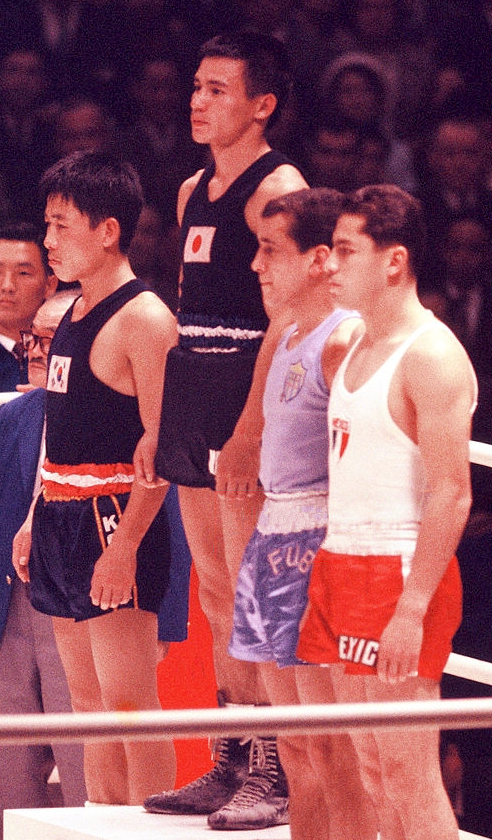
Siegerehrung (v. l.: Chung, Sakurai, Rodríguez, Mendoza)

| Platz | Land | Sportler             |
| ----- | ---- | -------------------- |
| 1     | JPN  | Takao Sakurai        |
| 2     | KOR  | Chung Shin-cho       |
| 3     | MEX  | Juan Fabila Mendoza  |
| 3     | URU  | Washington Rodríguez |
| 5     | CUB  | Fermín Espinosa      |
| 5     | URS  | Oleg Grigorjew       |
| 5     | ROM  | Nicolae Puiu         |
| 5     | NGR  | Karimu Young         |
|       |      |                      |
| 17    | EUA  | Rainer Poser         |

Datum: 11. bis 23. Oktober 1964 

32 Teilnehmer aus 32 Ländern

### Federgewicht (bis 57 kg)
| Platz | Land | Sportler              |
| ----- | ---- | --------------------- |
| 1     | URS  | Stanislaw Stepaschkin |
| 2     | PHI  | Anthony Villanueva    |
| 3     | USA  | Charles Brown         |
| 3     | EUA  | Heinz Schulz          |
| 5     | ROM  | Constantin Crudu      |
| 5     | MEX  | José Antonio Duran    |
| 5     | POL  | Piotr Gutman          |
| 5     | BIR  | Tin Tun               |
|       |      |                       |
| 17    | AUT  | Peter Weiss           |

Datum: 13. bis 23. Oktober 1964 

32 Teilnehmer aus 32 Ländern

### Leichtgewicht (bis 60 kg)
| Platz | Land | Sportler            |
| ----- | ---- | ------------------- |
| 1     | POL  | Józef Grudzień      |
| 2     | URS  | Wilikton Barannikow |
| 3     | USA  | Ronnie Harris       |
| 3     | IRL  | James McCourt       |
| 5     | PHI  | Rodolfo Arpon       |
| 5     | ESP  | Domingo Barrera     |
| 5     | HUN  | János Kajdi         |
| 5     | BUL  | Stojan Pilitschew   |
|       |      |                     |
| 17    | EUA  | Wolfgang Schmitt    |

Datum: 11. bis 23. Oktober 1964 

34 Teilnehmer aus 34 Ländern

### Halbweltergewicht (bis 63,5 kg)
| Platz | Land | Sportler         |
| ----- | ---- | ---------------- |
| 1     | POL  | Jerzy Kulej      |
| 2     | URS  | Jewgeni Frolow   |
| 3     | GHA  | Eddie Blay       |
| 3     | TUN  | Habib Galhia     |
| 5     | CUB  | Félix Betancourt |
| 5     | BRA  | João da Silva    |
| 5     | TCH  | Vladimír Kučera  |
| 5     | ROM  | Iosif Mihalic    |
|       |      |                  |
| 17    | AUT  | Rupert König     |
| 17    | EUA  | Heiko Winter     |

Datum: 11. bis 23. Oktober 1964 

35 Teilnehmer aus 35 Ländern

### Weltergewicht (bis 67 kg)
| Platz | Land | Sportler         |
| ----- | ---- | ---------------- |
| 1     | POL  | Marian Kasprzyk  |
| 2     | URS  | Ričardas Tamulis |
| 3     | ITA  | Silvano Bertini  |
| 3     | FIN  | Pertti Purhonen  |
| 5     | NIG  | Issaka Daboré    |
| 5     | JPN  | Kichijiro Hamada |
| 5     | UGA  | Ernest Mabwa     |
| 5     | GBR  | Michael Varley   |

Datum: 12. bis 23. Oktober 1964 

30 Teilnehmer aus 30 Ländern

### Halbmittelgewicht (bis 71 kg)
| Platz | Land | Sportler        |
| ----- | ---- | --------------- |
| 1     | URS  | Boris Lagutin   |
| 2     | FRA  | Joseph Gonzales |
| 3     | POL  | Józef Grzesiak  |
| 3     | NGR  | Nojim Maiyegun  |
| 5     | AUS  | Tony Barber     |
| 5     | DEN  | Tom Bogs        |
| 5     | GHA  | Eddie Davies    |
| 5     | ROM  | Vasile Mirza    |
|       |      |                 |
| 17    | EUA  | Paul Hogh       |

Datum: 13. bis 23. Oktober 1964 

25 Teilnehmer aus 25 Ländern

### Mittelgewicht (bis 75 kg)
| Platz | Land | Sportler             |
| ----- | ---- | -------------------- |
| 1     | URS  | Waleri Popentschenko |
| 2     | EUA  | Emil Schulz          |
| 3     | ITA  | Francesco Valle      |
| 3     | POL  | Tadeusz Walasek      |
| 5     | GHA  | Joe Darkey           |
| 5     | EGY  | Ahmed Hassan         |
| 5     | ROM  | Ion Monea            |
| 5     | CHI  | Guillermo Salinas    |
|       |      |                      |
| 17    | AUT  | Franz Frauenlob      |

Datum: 14. bis 23. Oktober 1964 

20 Teilnehmer aus 20 Ländern

### Halbschwergewicht (bis 81 kg)
| Platz | Land | Sportler               |
| ----- | ---- | ---------------------- |
| 1     | ITA  | Cosimo Pinto           |
| 2     | URS  | Alexei Kiseljow        |
| 3     | BUL  | Alexandar Nikolow      |
| 3     | POL  | Zbigniew Pietrzykowski |
| 5     | ARG  | Rafael Gargiulo        |
| 5     | UAR  | Sayed Mersal           |
| 5     | TCH  | František Poláček      |
| 5     | EUA  | Jürgen Schlegel        |
| 9     | SUI  | Bela Istvan Horvath    |

Datum: 14. bis 23. Oktober 1964 

19 Teilnehmer aus 19 Ländern

### Schwergewicht (über 81 kg)
| Platz | Land | Sportler         |
| ----- | ---- | ---------------- |
| 1     | USA  | Joe Frazier      |
| 2     | EUA  | Hans Huber       |
| 3     | URS  | Wadim Jemeljanow |
| 3     | ITA  | Giuseppe Ros     |
| 5     | ARG  | Santiago Lovell  |
| 5     | ROM  | Vasile Mariuțan  |
| 5     | AUS  | Athol McQueen    |
| 5     | PAK  | Abdul Rehman     |
| 9     | SUI  | Rudolf Meier     |

Datum: 15. bis 23. Oktober 1964 

14 Teilnehmer aus 14 Ländern